# Gare de Lérouville
Gare de Lérouville vasútállomás Franciaországban, Lérouville településen.

## Vasútvonalak
Az állomást az alábbi vasútvonalak érintik:
- Noisy-le-Sec-Strasbourg-Ville-vasútvonal
- Ligne de Lérouville à Pont-Maugis
- Lérouville-Metz-Ville-vasútvonal

## Kapcsolódó állomások
A vasútállomáshoz az alábbi állomások vannak a legközelebb:
- Gare de Bar-le-Duc
- Gare d’Onville
- Gare de Nançois - Tronville
- Gare de Commercy